# ダンサー

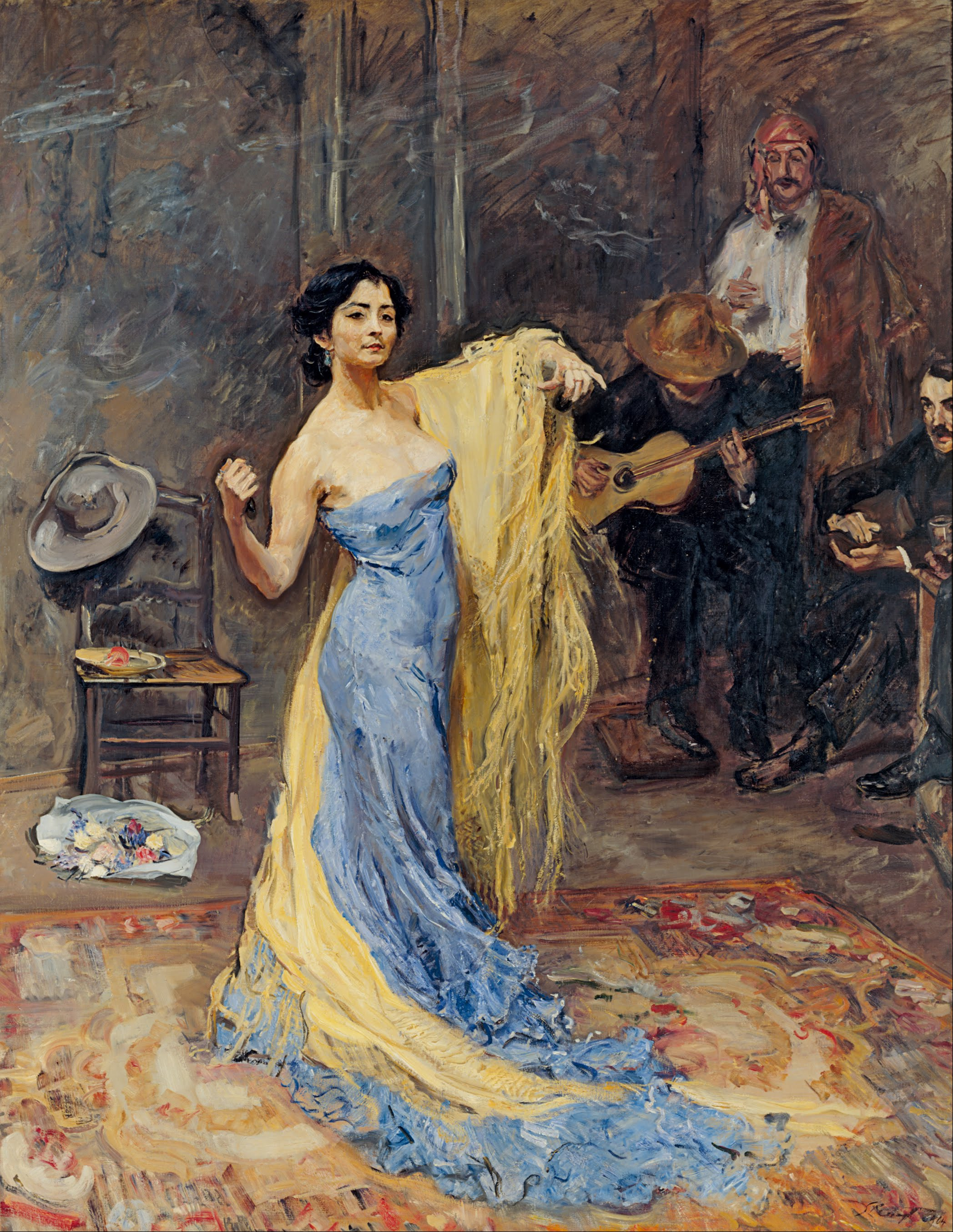
マックス・スレーフォークト "Portrait of the dancer Marietta di Rigardo" ／ 1904年の作。ダンサーを描いたものであり、世界的バレリーナのアンナ・パヴロワを描いた肖像画でもある。

ダンサー（英語：dancer）とは、ダンスを踊る者、またはその職業をいう。集団の場合は「ダンスグループ」「ダンスユニット」(「ダンスカンパニー」)などと呼ばれる。

## 概要
バレエから社交ダンス、ストリートダンスなどの、様々なジャンルの踊りを踊り、自己表現するもの。振り付けができる者は特に「振り付け師」や「コレオグラファー」と呼ばれ、ダンサーが必ず振り付けをできるわけではないことを示す。また、クラシック・バレエに対して現代舞踊のことを、「コンテンポラリー・ダンス」と呼ぶ。他にもベリー・ダンスやフランメンコ、ハワイアン、ジャズ・ダンスやヒップホップ・ダンス、ブレイク・ダンスなどに、それぞれダンサーがいる。
日本語では「舞踊家」ないし「舞踏家」と訳されるが、こちらは一般的に舞台芸術を踊る者を特に指す場合が多く、カタカナの「ダンサー」とは使い分けられることがある。
また、メインのダンサーの後ろで踊るダンサーの事を、「バックダンサー」と呼ぶことが多い。